# ネバーランド (映画)
『ネバーランド』（Finding Neverland）は、2004年公開のアメリカ・イギリス製作の映画。アラン・ニーの戯曲『The Man Who Was Peter Pan 』を原作とし、マーク・フォースター監督、デヴィッド・マギー脚本による歴史ファンタジー映画である。劇作家ジェームス・マシュー・バリーが、ピーター・パンのモデルとなった少年と出会い、その物語を完成させるまでを描いた実話を基にした、ヒューマンドラマとなっている。第77回アカデミー賞では作品賞、脚色賞、主演のジョニー・デップに主演男優賞など7部門にノミネートされ、作曲賞を受賞した。2012年、この映画に着想を得たミュージカル『ファインディング・ネバーランド』が公開された。

## ストーリー
ロンドンの劇場で劇作家のジェームス・バリは新作「リトル・メアリー」の初日を迎えていた。しかし、観客の反応は芳しくなく、翌日の新聞でも酷評されてしまう。
そんな中、ケンジントン公園に散歩に出かけたジェームスはデイヴィズ家の若き未亡人シルヴィアと4人の息子（Llewelyn Davies boys）に出会う。ジェームスは一家と親しくなり、足しげくケンジントンの一家の家まで行く。元女優のジェームスの妻は一家を晩餐会に呼ぶが、夫と家族の親密さに嫉妬を覚える。三男ピーターは父親を失って以来、夢を持つことをあきらめ心を閉ざしていた。心の傷と戦うピーターに、ジェームスは空想で遊ぶことと物語を書くことを教え、その中で物語の着想を得る。サセックスの別荘でインディアンごっこや海賊ごっこをした思い出が『ブラック・レイク島の少年漂流記』という私家本にまとめられ、『ピーター・パン』の原型となり、公演は大成功。しかし、ジェームスはメアリーに別れを告げられる。ピーターの慰めとなったのが「ネバーランド」というファンタジーの世界だった。

## キャスト
| 役名                               | 俳優                   | 日本語吹替 |
| ---------------------------------- | ---------------------- | ---------- |
| ジェームス・マシュー・バリ         | ジョニー・デップ       | 平田広明   |
| ピーター・ルウェリン・デイヴィス   | フレディ・ハイモア     | 池田恭祐   |
| シルヴィア・ルウェリン・デイヴィス | ケイト・ウィンスレット | 岡寛恵     |
| デュ・モーリエ夫人                 | ジュリー・クリスティ   | 寺田路恵   |
| メアリー・アンセル・バリ           | ラダ・ミッチェル       | 藤貴子     |
| チャールズ・フローマン             | ダスティン・ホフマン   | 有川博     |
| アーサー・コナン・ドイル卿         | イアン・ハート         | 田中正彦   |
| ピーター・パン                     | ケリー・マクドナルド   | 宮地真緒   |
| ミスター・ジャスパー               | マッケンジー・クルック |            |
| ジョージ・ルウェリン・デイヴィス   | ニック・ラウド         | 内山昂輝   |
| ジャック・ルウェリン・デイヴィス   | ジョー・プロスペロ     | 村上想太   |
| マイケル・ルウェリン・デイヴィス   | ルーク・スピル         | 本城雄太郎 |
| スミー                             | トビー・ジョーンズ     |            |
| ミセス・スノウ                     | アイリーン・エッセル   |            |
| フック船長／ジョージ・ダーリング   | ティム・ポッター       |            |

ジョニー・デップのジェームス役、ケイト・ウィンスレットのシルヴィア役に加え、ダスティン・ホフマンによるプロデューサーのチャールズ・フローマン役、ジュリー・クリスティによるシルヴィアの母エマ・デュ・モーリエ夫人役、フォースター監督の『Everything Put Together 』で主演したラダ・ミッチェルによるジェームスの妻メアリー役などが配役された。1991年、ホフマンはピーター・パンの続編『フック』でフック船長役を演じていた。当初、脚本にはホフマン演じるチャールズがフック船長の扮装で脚本の問題点を読み上げるシーンがあったが、ホフマンに反対されたため単に脚本を大声で読み上げ、登場人物名を嘲ることとなった。
ルウェリン・デイヴィス・ボーイズにはフレディ・ハイモアがピーター役、ニック・ラウドがジョージ役、ジョー・プロスペロがジャック役、ルーク・スピルがマイケル役に配役された。ジョニー・デップはハイモアの演技を見て、自身がウィリー・ウォンカ役で主演する予定であった映画『チャーリーとチョコレート工場』のチャーリー・バケット役にハイモアをティム・バートン監督に推薦した。またイアン・ハートはジェームスの友人アーサー・コナン・ドイル役、オリヴァー・フォックスはメアリーの愛人ギルバート・カナン役を演じた。
劇中劇ではケリー・マクドナルドがピーター・パン役、アンガス・バーネットがナナ役、トビー・ジョーンズがスミー役、ケイト・メイバリーがウェンディ役、マット・グリーンがジョン役、ケイトリン・ライズがマイケル役、ティム・ポッターがフック船長およびジョージ役、ジェーン・ブッカーがメアリー役を演じた。ほかにマッケンジー・クルックが劇場案内係、ポール・ホワイトハウスが舞台監督を演じた。当時82歳のアイリーン・エッセルがジェームスのファンで友人のミセス・スノウ役を演じ、長編映画に出演した最初期の作品の1つとなった。ハイモア同様、デップの推薦により『チョコレート工場』にも出演した。ジミー・ガードナーがその夫役を演じた。

## スタッフ
- 監督: マーク・フォースター
- 製作総指揮: ゲイリー・ビンコウ、ニール・イズラエル
- 脚本: デヴィッド・マギー
- 音楽: ヤン・A・P・カチュマレク - アカデミー作曲賞受賞。

## プロダクション
2003年秋に公開が予定されていたが、バリーの作品の映画化権を持つコロンビア映画は、同年『ピーター・パン』公開を控えており、もし同じ年に公開するのであればミラマックスに『ネバーランド』の劇中劇の映像を使用することを許可しないこととした。ミラマックスは劇中劇の映像の使用を条件に、『ネバーランド』の公開を遅らせた。ピーター・パンが登場する戯曲の初演から100周年を迎える2004年に『ネバーランド』が公開された。
1904年に『ピーター・パン』が初演されたデューク・オブ・ヨーク・シアターのシーンは、ロンドンのリッチモンド・アポン・テムズ区にあるリッチモンド・シアターで撮影された。外観はハイド・パーク、ブロンプトン墓地、ケンジントン・ガーデンズで撮影された。DVDリリースの際のコメントによると、バリーの別荘はケント近郊で撮影された。内装はバッキンガムシャーにあるパインウッド・スタジオ、サリーにあるシェパートン・スタジオで撮影された。
イギリス国内の様々な場所で撮影が行われた。バリーと少年たちのシーンなどファンタジーのシーンはケントにあるラレド・ワイルド・ウエスト・タウンで撮影された。

## 受賞歴
| 年                                            | 賞                               | ノミネート | 結果       |
| --------------------------------------------- | -------------------------------- | --- | ---------- |
| 第77回アカデミー賞                            | 作品賞                           | リチャード・N・グラッドスタイン ネリー・ベルフラワー | ノミネート |
| 第77回アカデミー賞                            | 主演男優賞                       | ジョニー・デップ | ノミネート |
| 第77回アカデミー賞                            | 脚色賞                           | デヴィッド・マギー | ノミネート |
| 第77回アカデミー賞                            | 作曲賞                           | ヤン・A・P・カチュマレク | 受賞       |
| 第77回アカデミー賞                            | 美術賞                           | 美術: ジェマ・ジャクソン 装置: トリシャ・エドワーズ | ノミネート |
| 第77回アカデミー賞                            | 衣裳デザイン賞                   | アレクサンドラ・バーン | ノミネート |
| 第77回アカデミー賞                            | 編集賞                           | マット・チェス | ノミネート |
| 第58回英国アカデミー賞                        | 作品賞                           | リチャード・N・グラッドスタイン ネリー・ベルフラワー | ノミネート |
| 第58回英国アカデミー賞                        | 監督賞                           | マーク・フォースター | ノミネート |
| 第58回英国アカデミー賞                        | 主演男優賞                       | ジョニー・デップ | ノミネート |
| 第58回英国アカデミー賞                        | 主演女優賞                       | ケイト・ウィンスレット | ノミネート |
| 第58回英国アカデミー賞                        | 助演女優賞                       | ジュリー・クリスティ | ノミネート |
| 第58回英国アカデミー賞                        | 脚色賞                           | デイヴィッド・マギー | ノミネート |
| 第58回英国アカデミー賞                        | 撮影賞                           | ロベルト・シェイファー | ノミネート |
| 第58回英国アカデミー賞                        | 作曲賞                           | ヤン・A・P・カチュマレク | ノミネート |
| 第58回英国アカデミー賞                        | プロダクション・デザイン賞       | ジェマ・ジャクソン | ノミネート |
| 第58回英国アカデミー賞                        | メイクアップ賞                   | クリスティン・ブランデル | ノミネート |
| 第10回クリティクス・チョイス・アワード        | 作品トップ10                     | ネバーランド | 受賞       |
| 第10回クリティクス・チョイス・アワード        | 作品賞                           | ネバーランド | ノミネート |
| 第10回クリティクス・チョイス・アワード        | 監督賞                           | マーク・フォースター | ノミネート |
| 第10回クリティクス・チョイス・アワード        | 主演男優賞                       | ジョニー・デップ | ノミネート |
| 第10回クリティクス・チョイス・アワード        | 助演女優賞                       | ケイト・ウィンスレット | ノミネート |
| 第10回クリティクス・チョイス・アワード        | 若手男優賞                       | フレディ・ハイモア | 受賞       |
| 第10回クリティクス・チョイス・アワード        | 脚本賞                           | デイヴィッド・マギー | ノミネート |
| 第62回ゴールデングローブ賞                    | 映画部門 作品賞 (ドラマ部門)     | ネバーランド | ノミネート |
| 第62回ゴールデングローブ賞                    | 監督賞                           | マーク・フォースター | ノミネート |
| 第62回ゴールデングローブ賞                    | 映画部門 主演男優賞 (ドラマ部門) | ジョニー・デップ | ノミネート |
| 第62回ゴールデングローブ賞                    | 脚本賞                           | デイヴィッド・マギー | ノミネート |
| 第62回ゴールデングローブ賞                    | 作曲賞                           | ヤン・A・P・カチュマレク | ノミネート |
| 2004年ロンドン映画批評家協会賞                | 英国映画作品賞                   | ネバーランド | ノミネート |
| 2004年ロンドン映画批評家協会賞                | 主演男優賞                       | ジョニー・デップ | ノミネート |
| 2004年ロンドン映画批評家協会賞                | 脚本賞                           | デイヴィッド・マギー | ノミネート |
| 2004年ロンドン映画批評家協会賞                | 新人賞                           | フレディ・ハイモア | ノミネート |
| 第11回全米映画俳優組合賞                      | 主演男優賞                       | ジョニー・デップ | ノミネート |
| 第11回全米映画俳優組合賞                      | 助演男優賞                       | フレディ・ハイモア | ノミネート |
| 第11回全米映画俳優組合賞                      | キャスト賞                       | ジュリー・クリスティ ジョニー・デップ フレディ・ハイモア ダスティン・ホフマン ラダ・ミッチェル ジョー・プロスペロ ニック・ラウド ルーク・スピル ケイト・ウィンスレット | ノミネート |
| ナショナル・ボード・オブ・レビュー賞 (2004年) | トップ10映画作品                 | ネバーランド | 受賞       |
| ナショナル・ボード・オブ・レビュー賞 (2004年) | 作品賞                           | ネバーランド | 受賞       |
| ナショナル・ボード・オブ・レビュー賞 (2004年) | 作曲賞                           | ヤン・A・P・カチュマレク | 受賞       |

## 舞台
2011年2月6日、アメリカのカリフォルニア州のラホヤ・プレイハウスはアラン・ニー脚本、スコット・フランケルおよびマイケル・コリー作曲、ロブ・アシュフォード演出および振付により映画『ネバーランド』を基にした新作ミュージカルの制作を発表した。しかしラホヤ・プレイハウスによる上演が実現することはなかった。2011年3月31日、ニューヨークにおいてアシュフォード演出によりジュリアン・オヴェンデン、ケリー・オハラ、トニー・ロバーツ、メアリー・ベス・ペイル、マイケル・クラムスティ、メレディス・パターソンが参加し読み合わせが行なわれた。2012年9月22日、イングランドのレスターにあるカーヴ・シアターでワールド・プレミアが行なわれた。アシュフォード演出によりオヴェンデンがジェームス役、ウェスト・エンド女優ロザリー・クレイグがシルヴィア役に配役された。
2014年8月14日、2015年3月にブロードウェイでミュージカル作品が上演予定であることが発表された。2014年11月10日、プロデューサーは映画版も手掛けたハーヴェイ・ワインスタイン、演出はダイアン・パウルス、振付はミア・マイケルズが担当し、主演ジェームス役はトニー賞、エミー賞、ゴールデングローブ賞ノミネートのマシュー・モリソンが務めることが発表された。ケルシー・グラマーがチャールズ・フローマン役、ローラ・ミシェル・ケリーがシルヴィア役に配役された。2015年、ラント・フォンテイン・シアターにて3月15日からプレビュー公演が、4月15日から本公演が上演され、2016年8月21日に閉幕した。